# 佐土原町伊倉
佐土原町伊倉（さどわらちょういくら）とは、宮崎県宮崎市およびの地名。佐土原地域自治区に属している。居住はなく、郵便番号も設定されていない。地理院地図でも収載がなく、法務局登記所備付地図データ上のみ地名が確認できる。

## 地理
宮崎市の北部、一ツ瀬川沿いの河川内に位置する。時期不明だが児湯郡新富町大字伊倉であった地域であり、法務局登記所備付地図データやマピオンなど、一部の地図では佐土原町伊倉として扱われる。地理院地図では佐土原町上田島となっている。佐土原町上田島、西都市現王島、新富町伊倉と接する。

## 世帯数と人口
2023年（令和5年）3月1日現在の世帯数と人口は以下の通りである。
| 町丁         | 世帯数 | 人口 |
| ------------ | ------ | ---- |
| 佐土原町伊倉 | 0世帯  | 0人  |